# Sant Gervasi (metrostation)
Sant Gervasi is een spoorwegstation aan FGC metrolijn 6 van de metro van Barcelona en de lijnen S5 en S55 van de Metro del Vallès forensentreindienst. De naam dankt het aan de buurt Sant Gervasi in het district Sarrià-Sant Gervasi in Barcelona. Het is geopend in 1929. Dit station ligt onder Plaça Molina, dicht bij station Plaça Molina van lijn 7. De verbouwing om de twee stations met elkaar te verbinden is in 2008 gestart.

## Lijnen
- Metro van Barcelona FGC lijn L6.
- Metro del Vallès FGC stoptreinlijnen S5 en S55.